# Иоганн I (герцог Клевский)
Иоганн I (нем. Johann I.; 14 января 1419 — 5 сентября 1481) — герцог Клевский и граф Марка в 1448—1481 годах.

## Биография
Иоганн был старшим сыном герцога Клевского Адольфа I из дома Ламарк и Марии Бургундской. Воспитание он получил при бургундском дворе, находясь в свите своего дяди Филиппа Доброго. Только в 1444 году, когда принцу было уже 25 лет, герцог Адольф, начавший тогда войну с архиепископом Кёльнским, вызвал сына в Клеве.
После смерти отца 23 сентября 1448 года Иоганн стал герцогом Клевским. В 1450 году он выделил младшему брату Адольфу Равенштейн и Винендале в качестве апанажа, а в 1461 году, когда умер его бездетный дядя Герхард Маркский, Иоганн получил графство Марк. Благодаря поддержке Филиппа Доброго он смог одержать победу над Кёльнским архиепископством и расширить территорию, но при этом происходило вовлечение Клеве в орбиту бургундского влияния, угрожавшее независимости герцогства.
Связь между Бургундией и Клеве стала ещё теснее, когда Иоганн женился на Елизавете Неверской, дочери графа Невера Жана Бургундского (1455 год). Благодаря этому браку Иоганн унаследовал владения тестя, включая графства Невер, Осер и Ретель. 
В сражении при Штралене 23 июня 1468 года Иоганн Клевский был разгромлен Адольфом Гелдернским и едва избежал плена. Вследствие этого поражения он потерял город Вахтендонк; но спустя пять лет Карл Смелый, получивший Гелдерн как наследник герцога Арнольда, не только вернул герцогу Клевскому Вахтендонк, но и передал ещё ряд территорий.
После смерти Иоганна (1481 год) его старший сын Иоганн получил герцогство Клеве и графство Марк, а младший, Энгельберт, получил владения деда по матери - графства Невер и Э.

## Семья
От Елизаветы Неверской у Иоганна было шестеро детей:
- Иоганн (1458—1521), следующий герцог Клевский;
- Адольф (1461—1525);
- Энгельберт (1462—1506), граф Невера, женат на Шарлотте Бурбон-Вандомской;
- Дитрих (1464);
- Мария (1465—1513);
- Филипп (1467—1505), епископ Невера.